# Steven Lecefel
Steven Lecefel (ur. 16 kwietnia 1986 w Trappes) – martynikański piłkarz, występujący na pozycji napastnika.

## Kariera
Seniorską karierę rozpoczynał w 2005 roku w ES Guyancourt SQY. W sezonie 2009/2010 występował w siódmoligowym AF La Garenne-Colombes. Następnie grał na Wyspach Brytyjskich: sezon 2010/2011 spędził na grze w Hyde United (10 goli w 18 meczach), a następnie był zawodnikiem Barnet F.C., dla którego zdobył w 25 spotkania 14 bramek. W sezonie 2012/2013 był piłkarzem Rhyl F.C. W okresie gry dla tego klubu Lecefel co tydzień latał samolotem z Paryża – gdzie prowadził firmę – na mecze do Walii, o czym pisały takie brytyjskie media jak BBC czy Daily Mail. Z Rhyl Lecefel wygrał Cymru Alliance. W sezonie 2013/2014 był zawodnikiem RC Rivière-Pilote, z którym zdobył wicemistrzostwo Martyniki. W sezonie 2014/2015 grał w FC Franconville. W latach 2016–2017 występował we włoskich klubach: USD Camaro 1969, SSD Acireale i ASD Sancataldese. W barwach Sancataldese rozegrał jeden mecz w Serie D, a w grudniu 2017 został zwolniony z klubu.
Ze względu na fakt, iż jego ojciec pochodził z Martyniki, Lecefel był uprawniony do gry w reprezentacji tego kraju. Zadebiutował w niej w 2012 roku w przegranym 0:1 meczu z Haiti o trzecie miejsce w Pucharze Karaibów. Ogółem rozegrał pięć meczów w reprezentacji, strzelając dwa gole.

## Statystyki ligowe
| Sezon         | Klub                        | Liga                              | Mecze | Gole |
| ------------- | --------------------------- | --------------------------------- | ----- | ---- |
| 2009/2010     | AF La Garenne-Colombes      | Promotion Honneur                 | ?     | ?    |
| 2010/2011     | Hyde United F.C.            | Conference North                  | 18    | 10   |
| 2011/2012     | Barnet F.C.                 | Division Two                      | 25    | 14   |
| 2012/2013     | Rhyl F.C.                   | Cymru Alliance                    | 28    | 15   |
| 2013/2014     | RC Rivière-Pilote           | Martinique Championnat National   | ?     | ?    |
| 2016/2017 (j) | USD Camaro 1969             | Promozione                        | ?     | ?    |
| 2016/2017 (w) | S.S.D. Acireale Calcio 1946 | Eccellenza                        | ?     | 16   |
| 2017/2018 (j) | ASD Sancataldese            | Serie D                           | 1     | 0    |
| 2017/2018 (w) | FC Chartres B               | Régional 2                        | ?     | ?    |
| 2018/2019     | Team Wellington             | New Zealand Football Championship | 0     | 0    |